# Крутеньке (Сіверськодонецький район)
Круте́ньке — село в Рубіжанській міській громаді Сіверськодонецького району Луганської області України. Населення становить 7 осіб.